# Pycnotropis tida
Pycnotropis tida är en mångfotingart som först beskrevs av Chamberlin 1941.  Pycnotropis tida ingår i släktet Pycnotropis och familjen Aphelidesmidae. Inga underarter finns listade i Catalogue of Life.